# 南澳廳
南澳廳是大清設置的散廳，由廣東省潮州府和福建省漳州府共管，由前者饒平縣析出隆澳、深澳，以及後者詔安縣析出雲澳、青澳而置。南澳廳的設立標誌著南澳島由廣東、福建兩省共管的歷史的開始，而雲澳、青澳劃回廣東省則意味著該段歷史的結束。

## 歷史
大明万历三年（1575年），潮州府知府郭子章上疏《南澳设镇论》获批准。其時南澳镇城设於深澳，首任南澳副总兵為白翰纪。万历四年（1576年），析饒平縣信宁都南澳岛的青澳、云澳归福建省诏安县管辖。自此以後，南澳设漳、潮副总兵，分福建、广东二营，深澳、隆澳和云澳、青澳分別属广东潮州府饶平县和福建漳州府诏安县，而這也是南澳島分屬兩省之始。
大清康熙二十四年（1685年），南澳设总兵，下置游击二，帅闽粤舟师，分福建、广东二营，深澳、隆澳和云澳、青澳仍分属广东省潮州府和福建省漳州府。雍正十年（1732年），潮州府析饶平县所属隆澳、深澳，漳州府析诏安县所属云澳、青澳，置南澳厅及海防同知，照州县之例建置，刑名錢穀皆歸廳管理；是為南澳島由兩省共管之始。雍正十三年（1735年），设粤闽南澳巡检司巡检，“主管监仓，以专责守事”。
民国元年（1912年）3月，广东都督府下令改南澳同知为民政长，新任民政长陆荣升到任。6月，福建省派总兵蔡国喜、游击陈树堂至南澳，改镇署为军政府，蔡国喜为军政长。7月，按广东都督府通令，设各县临时县议会，改各县民政长为县知事，同時改南澳厅为南澳县，由广东巡按使直隶，这亦是南澳首次建县。民国三年（1914年）设潮循道，原福建省管辖的云澳、青澳於10月划归广东省管辖，结束了南澳由两省共管的历史，而福建省派来的军政长蔡国喜、游击陈树堂俱调回福建。

## 行政區劃
大清乾隆四十七年（1782年），南澳厅共辖广东、福建兩省的4地、33乡。
| 屬省   | 地名 | 乡数 | 乡名                                                               |
| ------ | ---- | ---- | ------------------------------------------------------------------ |
| 廣東省 | 深澳 | 8    | 头澳、二澳、三澳、吴平寨、竹栖、虎蹄、白沙湾、走马埔               |
| 廣東省 | 隆澳 | 11   | 后泽、指挥、广尾、西阁、下寮、蛇地、宫前、羊屿、白牛、山边、山仔顶 |
| 福建省 | 云澳 | 9    | 中柱、港仔尾、荖园、埠尾、山边、澳仔、坎头、赤石、桁仔             |
| 福建省 | 青澳 | 5    | 后窑、六都、沙岗、南山、九归                                       |

## 延伸阅读
- 刘灵坪. . 历史地理 第24辑 (上海: 上海人民出版社). 2010: 200-205. ISBN 978-7-208-09179-5.

| 大清廣東省和福建省共管的廳           | 大清廣東省和福建省共管的廳 | 大清廣東省和福建省共管的廳      |
| ------------------------------------ | -------------------------- | ------------------------------- |
| 前任： · 饒平縣 · 詔安縣 · （ 大清） | 南澳廳                     | 繼任： · 南澳县 · （ 中華民國） |